# Tunnel de Tromsøysund
Le tunnel de Tromsøysund (en norvégien Tromsøysundtunnelen), est un tunnel routier sous-marin situé dans la municipalité de Tromsø, dans le comté de Troms, en Norvège.
Le tunnel passe sous le détroit de Tromsøysundet et relie l'île de Tromsøya (et la ville de Tromsø) à la banlieue continentale de Tromsdalen.

## Description
Le tunnel fait partie de la route européenne E08 (dont le terminus nord se trouve sur l'île elle-même) et se compose de deux tubes, chacun avec deux voies de circulation. Les deux tubes ne sont pas de même longueur ; un tube mesure 3 500 mètres de long et l'autre 3 386 mètres. Le point le plus bas des tunnels se trouve à 102 mètres sous le niveau de la mer et la pente maximale est de 8,2 %. Les deux tubes sont reliés par 15 tunnels de service.

## Histoire
Le tunnel a été ouvert le 3 décembre 1994 pour soulager la seule autre liaison terrestre de Tromsøya, le pont de Tromsø, qui était en proie à de graves embouteillages depuis plus d'une décennie. Le tunnel est situé au nord du pont ; du côté de l'île, il émerge juste en dessous de l'université de Tromsø et de l'hôpital universitaire de Norvège du Nord, deux sources majeures de trafic entre l'île et le continent ; du côté du continent, il émerge à Tomasjord, qui est situé au centre entre les banlieues densément peuplées de Tromsdalen et de Kroken.